# Río Carampangue
El río Carampangue es un curso de agua en Chile, que fluye hacia la costa de la Región del Biobío desde la Cordillera de Nahuelbuta para seguir 70 km en dirección oeste, atravesando las comunas de Curanilahue y Arauco. Su desembocadura ha sido declarada santuario de la naturaleza "Humedal Arauco - desembocadura río Carampangue".
La cuenca del río Carampangue lleva el código 085 en el Anexo:Inventario de cuencas de Chile (BNA) y ocupa un área de 126000 hectáreas.

## Trayecto
Hans Niemeyer describe:
En su curso superior, el río Carampangue se precipita como un torrente entre angosturas V laderas abruptas tapizadas de bosques en la falda occidental de la cordillera de Nahuelbuta. Ya en el curso medio sale a terreno más plano y escurre más pausadamente en un valle fértil y abierto hasta vaciarse en el golfo de Arauco, que es su base de equilibrio. Forma aquí, como se dijo, una laguna litoránea alargada, paralela a la línea de costa, y una barra que da paso sin embargo a embarcaciones menores a través de un canal que permite la navegación por botes hasta 15 km del curso inferior del río.
En su camino al mar el río bordea o cruza las ciudades de Colico (Chile), San José de Colico, Carampangue y finalmente Arauco (Chile).

## Caudal y régimen
El río no tiene estaciones fluviométricas.: 76  El gasto medio estimado es de unos 35-40 m³/s en año,: 10  y su régimen es pluvial.: 44 

## Historia
El actual río Carampangue se llamaba originalmente Río Arauco o Raghco durante los primeros años de la conquista. Aunque la sección superior del río era llamada antiguamente Raghleuvu. El nombre de Arauco o Rauco significa agua de la greda, viene de co, agua y de ragh, greda común.
El cronista Pedro Mariño de Lobeira nos informa que en el lugar donde se había levantado el fuerte por Pedro de Valdivia, el gobernador García Hurtado de Mendoza ordena en octubre de 1558 la reedificación de esta que se encontraba arrasada por tierra y supervisó personalmente estas obras.
De acuerdo al jesuita Diego de Rosales quien vivió en la zona en 1638, describe al Río Arauco, distante a dos leguas (aproximadamente 9,6 km) al sur del río Larequete y da a conocer el uso que se daba a este río como puerto, vía de transporte y comercio. Da a entender que ya a mediados del siglo XVI este río se habría embancado impidiendo su uso para la recalada de fragatas:

El río Arauco, que acercándose a la mar muda el nombre por una reducción de indios amigos por donde pasa y se llama Carampangue. Solia dar buen surgidero para las fragatas que llevaban bastimentos y municiones por el mar al tercio de Arauco, y con bancos de arena le ha cerrado. Por el baxaban antiguamente mucha tablazón los indios amigos, y siempre bajan madera y leña de que abundan sus márgenes.
Diego de Rosales

Francisco Astaburuaga plantea que, a principios de la conquista, en la parte que atraviesa el pequeño valle, se asentó el primer fuerte de Arauco por Pedro de Valdivia y que más tarde se conocería como Arauco viejo, siendo el primer poblado de origen español junto a este río y que más tarde, en 1590, se trasladaría hacia el sur en la actual ubicación de la ciudad de Arauco.
El mismo autor plantea que el 28 de mayo de 1817, durante la guerra de Independencia, el comandante Ramón Freire y el capitán Cienfuegos a cargo del ejército patriota habría cruzado este río donde se habría librado la batalla de Carampangue y luego se habrían dirigido hasta la plaza de Arauco para afianzar la independencia en la zona.
Astaburuaga escribió en 1867 en su Diccionario Geográfico de la República de Chile sobre este río, Menciona a esta fecha el uso de sus aguas para la navegación de embarcaciones menores:
Carampangue.-—Río del departamento de Arauco. Tiene su principal cabecera en el cerro, llamado de la Piedra, al S. de los Altos del Purgatorio en la cordillera de Nahuelvuta, hacia el SO. de la villa de Santa Juana, y corre más ó menos al NO. á descargar en la bahía ó ensenada de Arauco por los 37º 13' Lat. y al N. de la ciudad de este nombre. En su mitad superior recibe varios arroyos de dicha cordillera, y se precipita por entre gargantas y asperezas, sombreado de bosque; siguiendo poco después más pausado al través de un valle fértil y abierto, en que existió Arauco Viejo, y se halla en la ribera norte la villa de su título. En su extremo inferior es de marea en unos 12 á 14 kilómetros y permite la navegación de pequeñas embarcaciones: á su boca tiene una caleta, que fué habilitada para el comercio de cabotaje en 31 de mayo de 1842. Sus principales afluentes son los riachuelos de Conumo y de los Patos. Recuerda acciones de guerra con los indios y la del 28 de mayo de 1817, en que los patriotas lo atravesaron frente á Arauco, rechazando á los realistas que ocupaban esta plaza y tomándola en seguida. Primitivamente se denominaba en su sección superior Raghleuvu, río de greda, y en la inferior se conocía con su actual título, que después se generalizó en todo él, compuesto de caran, formar pueblo, y de pagui, el león.
Luis Risopatrón lo describe en su Diccionario Jeográfico de Chile de 1924:: 140 
Carampangue (Rio) 37° 20' 73° 17'. Recibe las aguas de la falda W de la cordillera de Nahuelbuta, se precipita por entre gargantas i asperezas, sombreado de bosque, corre hacia el NW, recibe varios arroyos, se encorva al N, sigue mas pausado al través de un valle fértil i abierto i se vacia en la parte SE de la bahía de Arauco, a corta distancia al E del pueblo de este nombre; se puede navegar por embarcaciones menores, pues las mareas se hacen sentir en unos 15 kilómetros de su parte inferior, pero no es accesible por botes en el último trecho. Tiene barra alie ofrece siempre canal hondable, fácil de ser cruzada en tiempos normales del SW, por botes i lanchas; su curso total es de 65 km, tiene 860 km² de hoya hidrográfica i unos 15 m³ de gasto medio aproximado por segundo. Primitivamente se denominaba en su sección superior rio Raghleuvu i todo el, rio fué llamado Raghco en los primeros tiempos de La Conquista; el ferrocarril de Arauco lo cruza por un puente de 326 m de largo i la línea a Curanilahue lo atraviesa por uno de 260 m. 1, VI, p. 241; i XVIII, p. 293; 61, XX, p. 472 mapa; 62, I, p. 105; 63, p. 413: 86, p. 169; 155, p. 120; i 156; i Caranpangue en 66, p. 264 i 265 (Pisis, 1875).

## Población, economía y ecología
Por su valor social, cultural y biológico, un total de 204 hectáreas de la desembocadura del río fueron declaradas santuario de la naturaleza de Chile en 2020.